# Jürgen Maehder

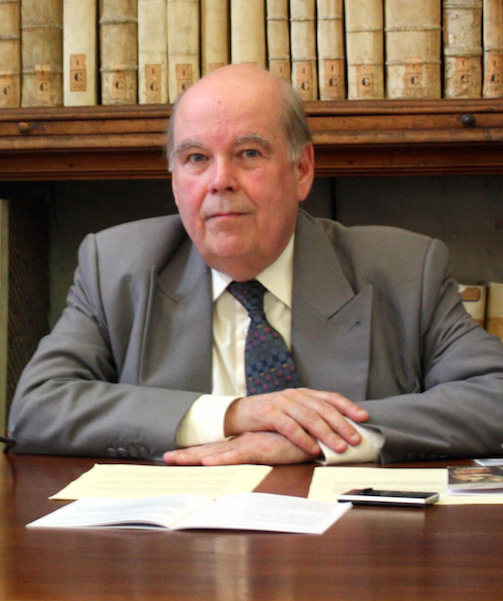
Jürgen Maehder, 2014

Jürgen Maehder (Duisburg, 22 marzo 1950) è un musicologo e regista teatrale tedesco.

## Biografia
Nato a Duisburg e cresciuto a Monaco di Baviera, Jürgen Maehder ha studiato musicologia (Thrasybulos Georgiades, Stefan Kunze), composizione (Günter Bialas), filosofia (Arnold Metzger), storia del teatro (Klaus Lazarowicz), regia lirica (August Everding) e letteratura tedesca (Walther Killy) a Monaco di Baviera e Berna. Nel 1977 conseguì il dottorato in musicologia all'università di Berna con una dissertazione sul ruolo del timbro nella storia dell´orchestrazione. Negli anni ´80 ha insegnato musicologia e storia del teatro all'università di Berna; dal 1979 al 1982 è stato ricercatore presso l'Istituto Storico Germanico di Roma. Divenuto professore associato di musicologia alla University of North Texas (Denton) nel 1988, nello stesso anno Maehder ha anche insegnato come visiting professor alla Cornell University (Ithaca). Dal 1989 fino alla fine del 2014 è stato professore ordinario sulla cattedra di musicologia della Freie Universität di Berlino dove nel 1990 ha fondato il Puccini Research Center, la prima istituzione europea a finanziamento statale per lo studio dell'opera italiana di fine secolo.  Dal 2008 Jürgen Maehder insegna musicologia e storia del libretto all'Università della Svizzera Italiana a Lugano. Attualmente divide il suo tempo fra l'insegnamento di musicologia all'Università della Svizzera Italiana, la collaborazione con il Festival di Salisburgo e la ricerca musicologica nella Repubblica della Cina/Taiwan.

### Attività teatrali
Dal 1973 si dedica al lavoro di regista lirico, prima come assistente alla regia all'Opera dello Stato di Amburgo e all'Opera dello Stato di Baviera, successivamente in Italia, spesso come collaboratore di Sylvano Bussotti. Dagli anni '70 Maehder ha pubblicato numerosi saggi nei programmi di sala dei teatri d'opera di rinomanza internazionale, all'inizio per la Bayerische Staatsoper München e il Festival di Bayreuth, dagli anni '80 per il Théâtre National de l'Opera de Paris, il Teatro alla Scala di Milano e il Teatro La Fenice a Venezia, la Staatsoper di Vienna e i teatri d'opera a Berlino. Dal 1992 ha pubblicato numerosi saggi nei programmi di sala del Festival di Salisburgo di cui è anche stato drammaturgo nel 2002. Nel febbraio del 1996 ha firmato una regia del Rigoletto di Giuseppe Verdi al Hawai'i Opera Theatre di Honolulu (prima: 9 febbraio 1996).

### Ricerca musicologica
Nel 1978 Jürgen Maehder ha scoperto la versione originale del finale di Franco Alfano per l'atto III della Turandot di Giacomo Puccini; dal 1982 la sua versione della partitura è stata eseguita nei teatri d'opera di tutto il mondo (London, Barbican Hall 1982; New York City Opera 1983; Rome, Terme di Caracalla, 1985; Bonn Opera House 1985 ecc.). I convegni internazionali su Giacomo Puccini che egli ha organizzato nel 1983 (Torre del Lago) e nel 1984 (Torre del Lago; Ravenna) hanno segnato l'inizio di una seria ricerca musicologica sull'opera italiana di fine secolo.
Jürgen Maehder ha organizzato convegni su Giacomo Puccini, Ruggero Leoncavallo, Giacomo Meyerbeer, Giuseppe Verdi, Richard Wagner e Gaspare Spontini, Bohuslav Martinů e Sylvano Bussotti, sulla librettologia e sulla metodologia della ricerca sulla lirica europea in Italia (Torre del Lago 1983 e 1984; Ravenna 1984; Villa Vigoni, Loveno di Menaggio/CO 1993; Maiolati Spontini/AN 2007, Roma 2016), in Germania (Bad Homburg 1985; Berlino 2000; Berlino 2001; Lipsia 2004; Münster 2006), in Svizzera (Fondo Leoncavallo, Locarno/TI 1991, 1993, 1995, 1998; 2006), in Austria (Bregenz 2002; Salisburgo 2002), nella Repubblica Ceca (Praha 2000), in Russia (S. Pietroburgo 1994) e a Taiwan (Taipei, 2005; Taipei 2006; Taipei 2008; Taipei 2013). Ha partecipato a numerosi convegni in Germania, Austria, Svizzera, Italia, Francia, Spagna, Portogallo, Svezia, nella Repubblica Ceca, in Russia, Giappone, nel Taiwan e negli Stati Uniti. Tiene regolarmente conferenze in Europa, negli Stati Uniti, in Asia e nella regione del Pacifico.
Dal 1994 Maehder pubblica la serie di monografie musicologiche Perspektiven der Opernforschung in collaborazione con Thomas Betzwieser. Assieme con sua moglie, la musicologa taiwanese Kii-Ming Lo, Maehder ha pubblicato numerose monografie di soggetto musicologico in lingua cinese. Le sue aree di ricerca comprendono la storia dell'opera lirica in Italia, Francia e Germania; la librettologia italiana ed europea; la storia dell'orchestrazione e del timbro musicale; la musica del XX secolo, soprattutto la storia del teatro musicale d'avanguardia; la storia della regia lirica; la filosofia della musica. Dal 2018 Maehder è stato eletto membro del PEN ZENTRUM di autori tedeschi residenti all'estero.

## Pubblicazioni

### Libri
- 1977 Jürgen Maehder, Klangfarbe als Bauelement des musikalischen Satzes – Zur Kritik des Instrumentationsbegriffes, dissertazione dottorale, Bern 1977.
- 1983 Jürgen Maehder/Sylvano Bussotti, Turandot, Pisa (Giardini) 1983.
- 1985 Jürgen Maehder ( a cura di), Esotismo e colore locale nell’opera di Puccini. Atti del Io Convegno Internazionale sull'opera di Puccini a Torre del Lago 1983, Pisa (Giardini) 1985.
- 1993 Jürgen Maehder/Lorenza Guiot (a cura di), Ruggero Leoncavallo nel suo tempo. Atti del I° Convegno Internazionale di Studi su Leoncavallo a Locarno 1991, Milano (Sonzogno) 1993.
- 1994 Jürgen Maehder/Jürg Stenzl (a cura di), Zwischen Opera buffa und Melodramma. Italienische Oper im 18. und 19. Jahrhundert, »Perspektiven der Opernforschung I«, Frankfurt/Bern/New York (Peter Lang) 1994.
- 1995 Jürgen Maehder/Lorenza Guiot (a cura di), Letteratura, musica e teatro al tempo di Ruggero Leoncavallo. Atti del II° Convegno Internazionale di Studi su Leoncavallo a Locarno 1993, Milano (Sonzogno) 1995.
- 1998 Jürgen Maehder/Lorenza Guiot (a cura di), Nazionalismo e cosmopolitismo nell'opera tra ’800 e ’900. Atti del III° Convegno Internazionale di Studi su Leoncavallo a Locarno 1995, Milano (Sonzogno) 1998.
- 1998 Kii-Ming Lo/Jürgen Maehder, Puccini’s »Turandot]« – Tong hua, xi ju, ge ju, Taipei (Gao Tan Publishing Co.) 1998, ISBN 957-98196-1-0.
- 2003 Kii-Ming Lo/Jürgen Maehder, Puccini's »Turandot«,  Guilin (Guanxi Normal University Press) 2003.
- 2003 Kii-Ming Lo/Jürgen Maehder, Ai zhi si – Hua Ge Na de »Tristan und Isolde« [Liebestod ─ »Tristan und Isolde« von Richard Wagner], Taipei (Gao Tan Publishing Co.) 2003, ISBN 957-0443-79-0.
- 2004 Kii-Ming Lo/Jürgen Maehder, Turandot de tui bian [The Transformations of »Turandot«], Taipei (Gao Tan Publishing Co.) 2004, ISBN 986-7542-50-9.
- 2005 Jürgen Maehder/Lorenza Guiot (a cura di), Tendenze della musica teatrale italiana all'inizio del Novecento. Atti del IV° Convegno Internazionale di Studi su Leoncavallo a Locarno 1998, Milano (Sonzogno) 2005.
- 2006 Kii-Ming Lo/Jürgen Maehder, »Duo mei a! Jin wan de gong zhu!« – Li cha shi te lao si de »Sha le mei« [»Wie schön ist die Prinzessin heute nacht!« – »Salome« von Richard Strauss], Taipei (Gao Tan Publishing Co.) 2006, ISBN 986-7101-16-2.
- 2006 Kii-Ming Lo/Jürgen Maehder, Hua ge na – Zhi huan – Bai lu te, [Wagner – »Der Ring des Nibelungen« – Bayreuth], Taipei (Gao Tan Publishing Co.) 2006, ISBN 978-986-7101-33-4.
- 2010 Kii-Ming Lo/Jürgen Maehder (a cura di), Shao nian mo hao ─ Ma le de shi yi chuan yuan [= »Des Knaben Wunderhorn« ─ Gustav Mahler's poetic source], Taipei (Gao Tan Publishing Co.) 2010, ISBN 978-986-6271-17-5.
- 2011 Kii-Ming Lo/Jürgen Maehder, »Da di zhi ge« ─ Ma le de ren shi xin shen [= »Das Lied von der Erde« ─ Synthese von Gustav Mahlers Weltanschauung], Taipei (Gao Tan Publishing Co.) 2011, ISBN 978-986-6620-44-7.
- 2014 Kii-Ming Lo/Jürgen Maehder, Ai zhi si ─ Hua Ge Na de »Tristan und Isolde« [Liebestod ─ »Tristan und Isolde« von Richard Wagner], Taipei (Gao Tan Publishing Co.) 2014, ISBN 978-986-6620-50-8.
- 2015 Detlef Altenburg/Arnold Jacobshagen/Arne Langer/Jürgen Maehder/Saskia Maria Woyke (a cura di), Gaspare Spontini und die Oper im Zeitalter Napoléons, Sinzig (Studio-Punkt-Verlag) 2015, ISBN 978-3-89564-150-3.
- 2017 Kii-Ming Lo/Jürgen Maehder (a cura di), Hua ge na yen jiou: Shen hua, Shi wen, Yue pu, Wu tai [Richard Wagner: Myth, Poem, Score, Stage], Taipei (Gao Tan Publishing Co.) 2017, ISBN 978-986-94383-4-6.

### Saggi di musicologia (in italiano)
- 1984 Jürgen Maehder, La struttura del timbro musicale nella musica strumentale ed elettronica, in: Mario Baroni/Laura Callegari (a cura di), Atti della »International Conference on Musical Grammars and Computer Analysis« Modena 1982, Firenze (Olschki) 1984, pp. 345-352.
- 1984 Jürgen Maehder, BUSSOTTIOPERABALLET ─ Sviluppi della drammaturgia musicale bussottiana, in: Nuova Rivista Musicale Italiana 18/1984, pp. 441-468.
- 1985 Jürgen Maehder, La trasformazione interrotta della principessa. Studi sul contributo di Franco Alfano alla partitura di »Turandot«, in: Jürgen Maehder (a cura di), Esotismo e colore locale nell’opera di Puccini. Atti del I° Convegno Internazionale sull'opera di Puccini a Torre del Lago 1983, Pisa (Giardini) 1985, pp. 143-170.
- 1986 Jürgen Maehder, Studi sul carattere di frammento della »Turandot« di Giacomo Puccini, in: Quaderni Pucciniani 2/1985, Milano (Istituto di Studi Pucciniani) 1986, pp. 79-163.
- 1987 Jürgen Maehder, Studi sul rapporto testo-musica nell'»Anello del Nibelungo« di Richard Wagner, in: Nuova Rivista Musicale Italiana 21/1987, pp. 43-66 (vol. 1); pp. 255-282 (vol. 2).
- 1990 Jürgen Maehder, Il libretto patriottico nell'Italia della fine del secolo e la raffigurazione dell'Antichità e del Rinascimento nel libretto prefascista italiano, in: Lorenzo Bianconi et al. (a cura di), Trasmissione e recezione delle forme di cultura musicale. Atti del XIV Congresso della Società Internazionale di Musicologia, Torino (EDT) 1990, vol. 3, pp. 451-466.
- 1990 Jürgen Maehder, Immagini di Parigi ─ La trasformazione del romanzo »Scènes de la vie de Bohème« di Henry Murger nelle opere di Puccini e Leoncavallo, in: Nuova Rivista Musicale Italiana, 24/1990, pp. 402-455.
- 1993 Jürgen Maehder, »Der Dichter spricht« ─ Livelli di discorso musicale nella »Bohème« di Leoncavallo, in: Jürgen Maehder/Lorenza Guiot (a cura di), Ruggero Leoncavallo nel suo tempo. Atti del I° Convegno Internazionale di Studi su Leoncavallo a Locarno 1991, Milano (Sonzogno) 1993, pp. 83-115.
- 1995 Jürgen Maehder, Timbri poetici e tecniche d'orchestrazione ─ Influssi formativi sull'orchestrazione del primo Leoncavallo, in: Jürgen Maehder/Lorenza Guiot (a cura di), Letteratura, musica e teatro al tempo di Ruggero Leoncavallo. Atti del II° Convegno Internazionale di Studi su Leoncavallo a Locarno 1993, Milano (Sonzogno) 1995, pp. 141-165.
- 1996 Jürgen Maehder, Il processo creativo negli abbozzi per il libretto e la composizione, in: Virgilio Bernardoni (a cura di), Puccini, Bologna (Il Mulino) 1996, pp. 287-328.
- 1998 Jürgen Maehder, »Turandot« e »Sakùntala« ─ La codificazione dell'orchestrazione negli appunti di Puccini e le partiture di Alfano, in: Gabriella Biagi Ravenni/Carolyn Gianturco (a cura di), Giacomo Puccini. L'uomo, il musicista, il panorama europeo, Lucca (LIM) 1998, pp. 281-315.
- 1998 Jürgen Maehder, »I Medici« e l'immagine del Rinascimento italiano nella letteratura del decadentismo europeo, in: Jürgen Maehder/Lorenza Guiot (a cura di), Nazionalismo e cosmopolitismo nell'opera tra ’800 e ’900. Atti del III° Convegno Internazionale di Studi su Leoncavallo a Locarno 1995, Milano (Sonzogno) 1998, pp. 239-260.
- 2003 Jürgen Maehder, Drammaturgia musicale e strutture narrative nel teatro musicale italiano della generazione dell'Ottanta, in: Mila De Santis (a cura di), Alfredo Casella e l'Europa. Atti del Convegno internazionale di Studi Siena, 7-9 giugno 2001, »Chigiana«, vol. 44, Firenze (Olschki) 2003, pp. 223-248.
- 2005 Jürgen Maehder, »Mailänder Dramaturgie« ─ Le scelte del repertorio lirico al Teatro alla Scala nel decennio 1970-1980, in: Sabine Ehrmann-Herfort/Markus Engelhardt (a cura di), »Vanitatis fuga, Aeternitatis amor«. Wolfgang Witzenmann zum 65. Geburtstag, »Analecta Musicologica«, vol. 36, Laaber (Laaber) 2005, pp. 655-687.
- 2005 Jürgen Maehder, La rivoluzione francese come soggetto dell'opera italiana a cavallo fra Otto- e Novecento, in: Jürgen Maehder/Lorenza Guiot (edd.), Tendenze della musica teatrale italiana all'inizio del Novecento. Atti del IV° Convegno Internazionale di Studi su Leoncavallo a Locarno 1998, Milano (Sonzogno) 2005, pp. 101-132.
- 2005 Jürgen Maehder, Le strutture drammatico-musicali del dramma wagneriano e alcuni fenomeni del wagnerismo italiano, in: Maurizio Padoan (ed.), Affetti musicali. Studi in onore di Sergio Martinotti, Milano (Vita & Pensiero) 2005, pp. 199-217.
- 2007 Jürgen Maehder, Orientalismo ed esotismo nel Grand Opéra francese dell'Ottocento, in: Paolo Amalfitano/Loretta Innocenti (a cura di), L'Oriente. Storia di una figura nelle arti occidentali (1700-2000), Roma (Bulzoni) 2007, vol. 1, pp. 375-403.
- 2012 Jürgen Maehder, Franco Alfano e il linguaggio orchestrale »floreale« nella musica italiana all'inizio del Novecento, in: Pier Paolo De Martino/Daniela Margoni Tortora (a cura di), Musica e musicisti a Napoli nel primo Novecento, Napoli (Istituto Italiano per gli Studi Filosofici) 2012, pp. 299-333.
- 2012 Jürgen Maehder, Orientalismo ed esotismo nel Grand Opéra francese dell'Ottocento, in: Claudio Toscani (a cura di), Musica e Oriente. Francia e Italia nell'Ottocento, Pisa (Pacini) 2012, pp. 17-77.
- 2014 Jürgen Maehder, Vie giuste, vie di traverso e sensi unici nella librettistica italiana del primo Novecento, in: Diego Cescotti/Irene Comisso (a cura di), Alba d'Aprile. Aspetti della produzione giovanile di Riccardo Zandonai, Rovereto (Accademia degli Agiati/Edizioni Osiride) 2014, pp. 363-386.
- 2015 Jürgen Maehder, L'utopia del dramma musicale wagneriano: dal mito attraverso la scenotecnica verso il sogno di un teatro invisibile, in: Naomi Matsumoto et al. (a cura di), The Staging of Verdi & Wagner Operas, Turnhout (Brepols) 2015, pp. 117-144.
- 2019 Jürgen Maehder, »Il Dissoluto punito ossia Don Giovanni Tenorio« di Ramón Carnicer (Barcellona 1822) ─ Omaggio a Mozart o ingenuità storica?, in: Milada Jonášová/Tomislav Volek (a cura di), Tre opere su Don Giovanni per Praga: Caldara 1730 ─ Righini 1776 ─ Mozart 1787, Praha (Academia) 2019, pp. 145-166.
- 2019 Jürgen Maehder, Un ignoto libretto di fantascienza all'inizio del Novecento: L'utopia negativa nel libretto »Il 3001« di Luigi Illica, in: Massimiliano Sala (a cura di), Music and the Second Industrial Revolution, Turnhout (Brepols) 2019, pp. 261-338.
- 2020 Jürgen Maehder, La regia lirica oltre le avanguardie storiche – Recenti sviluppi fra »realistisches Musiktheater« e »Eurotrash«, in: Marica Bottaro/Francesco Cesari (a cura di), Viaggi musicali italo-francesi. Scritti »musicali« per Adriana Guarnieri, Lucca (LIM) 2020, pp. 449-462.
- 2020 Jürgen Maehder, »Una Filosofia del Melodramma ragionata e vissuta in primissima persona« ─ Estetica teatrale e prassi registica in Sylvano Bussotti, in: Daniela Tortora (a cura di), The Theatres of Sylvano Bussotti, Turnhout (Brepols) 2020, pp. 495-521.